# 極速殭屍
《極速殭屍》是一部香港电影，2001年上映。这部电影由唐偉成担任导演，並由連凱、周嘉玲、呂頌賢及太保演出。

## 剧情
茅山術士茅龍欲成為長生不老天魔，得知大弟子佑土的妻子為六陰女，欲將其生祭、吸其鮮血。佑對抗師父，卻因染上師父的屍氣而變成不老殭屍。茅龍愛徒無界追尋六陰女的下落，牽起了連串凶殺案。通靈神探韋通和佑遂與茅龍和無界展開激烈鬥法。

## 演員表

### 主要角色
| 演員   | 角色   | 粵語配音 | 備註                                                                               |
| 連凱   | 許佑土 | 雷霆     | 茅山術士茅龍之大弟子，后反目 瓢紅之夫 最后和茅龍同歸於儘                           |
| 周嘉玲 | 瓢紅   | 陳凱婷   | 佑土之妻 在四十多年前自殺，后投胎                                                  |
| 呂頌賢 | 韋通   | 翟耀輝   | 私家禎探 后和許佑土一起抵抗無界 最后用五色子彈槍殺天魔茅龍                         |
| 太保   | 警員   | 龍天生   | 警察 韋通之好友                                                                    |
| 林威   | 茅龍   | 羅偉亮   | 本片終極大反派 茅山術士 欲成為長生不老天魔 許佑土、無界之師傅 最后和許佑土同歸於儘 |

### 其他演員
| 演員   | 角色     | 粵語配音 | 備註                                                          |
| 鄒兆龍 | 無界     | 羅偉傑   | 本片大反派 茅龍之二弟子 許佑土之天敵 最后被許佑土斬掉頭部死去 |
| 羅烈   | 韋通舅父 | 陳卓智   | 法師 韋通的舅父                                               |
| 劉永健 | 洛天     | 陳卓智   | 許佑土之弟子 假扮叛徒，其實為了找出無界的弱點 最后被無界殺害  |
| 于洋   | 何律師   | 羅偉亮   | 律師 瓢紅之客人                                               |